# Снітинський Володимир Васильович
Снітинський Володимир Васильович  (нар. 5 травня 1948, с. Козівка Тернопільського району Тернопільської обл.) — колишній ректор Львівського національного університету природокористування. Заслужений діяч науки і техніки України (1997), доктор біологічних наук (1989), академік НААНУ, академік Української академії аграрних наук, дійсний член Академії вищої школи України, член Нью-Йоркської академії наук, професор.

## Біографія
Народився 5 травня 1948 року на Тернопільщині. 1972 року закінчив ветиринарний факультетЛьвівського зооветеринарного інституту, 1973 року став аспірантом, 1976 захистив кандидатську дисертацію. 1978 року став молодшим, а 1980 — старшим науковим співробітником лабораторії вікової фізіології і біохімії Українського НДІ фізіології і біохімії сільськогосподарських тварин. 1988 призначений завідувачем лабораторії нейрогуморальної регуляції цього інституту (1988—1993), 1989 захистив докторську дисертацію. 1993—1998 — директор Інституту фізіології і біохімії с.-г. тварин УААН та Інституту землеробства і біології тварин УААН.
1998 року очолив Львівський національний університет природокористування, почав його реконструкцію та оновлення. Було відкрито нові кафедри, спеціальності та спеціалізації, створено низку науково-дослідних інститутів, новаційний та навчально-науково-дослідний центр. Налагоджено контакти з науковими товариствами та навчальними закладами Британії, Німеччини, Польщі, Чехії, Словаччини, США та багатьох інших країн.
В університеті відкрито музеї Степана Бандери, Євгена Храпливого та історії університету, встановлено пам'ятник Бандері поруч із Академічним корпусом ЛНУП, де навчався Бандера.
У вересні 2008 року в Болоньї ректор підписав документ про вступ ЛНУП до Великої Хартії Університетів.

## Життєпис
Доктор біологічних наук (1989), професор (1996), дійсний член Національної академії аграрних наук України (1999), дійсний член Академії вищої освіти України (2003).
У 1972 році став випускником ветеринарного факультету Львівського зооветеринарного інституту (нині Національний університет ветеринарної медицини і біотехнологій ім. С. Гжицького), через рік вступив до аспірантури.
Захистив кандидатську дисертацію у 1976 році.
1973—1978 — асистент у Львівському зооветеринарному інституті.
1979—1988 — молодший і старший науковий співробітник лабораторії вікової фізіології і біохімії Інституту фізіології і біохімії тварин УААН.
1988—1993 — завідувач лабораторії нейрогуморальної регуляції.
У 1989 році захистив докторську дисертацію.
1993—1997 — директор Інституту фізіології і біохімії тварин УААН.
1997—1998 — директор Інституту землеробства і біології тварин УААН.
З 1998 по 2023 рік — ректор Львівського національного університету природокористування, завідувач кафедри біології та екології.

## Наукова діяльність
Наукова школа академіка Снітинського — це чотири доктори та понад 30 кандидатів наук. Він автор понад 600 друкованих праць (серед них 6 монографій).
Снітинський — член Спеціалізованої ради із захисту докторських дисертацій за спеціальністю «Біохімія», член Експертної комісії в Комітеті з державних премій України в галузі науки і технологій, заступник голови Державного західного наукового центру НАНУ і Міністерства освіти і науки України, голова відділення біологічних, медичних і аграрних наук та секції сільськогосподарських наук, член центральних рад Українського біохімічного та фізіологічного товариств, редактор журналів «Агроекологія» та «Вісник Львівського національного університету природокористування», член редколегії журналу «Вісник аграрної науки», зав. Лабораторією ендокринної регуляції Інституту біології тварин НААНУ.

## Університет
Було відкрито 7 кафедр, до університету увійшло 8 коледжів, створено 10 навчально-наукових Інститутів, Навчально-науково-дослідний центр, Новаційний центр. Загальна чисельність студентів зросла у 5 разів до 15 тис.

## Відзнаки та нагороди
- Заслужений діяч науки і техніки України(1997), Орден «За заслуги» ІІІ (2001) та ІІ (2006) ступенів,
- Почесна грамота Верховної Ради України (2007),
- Трудові відзнаки Міністерства аграрної політики України «Відмінник аграрної освіти і науки» (2005),
- «Знак пошани»(2006).
- Орден Св. Архістратига Михаїла, Орден Св. Андрія Первозванного, Орден Св. Володимира Великого, Орден Святого Юрія Переможця, Орден Святих Кирила і Мефодія, Висока відзнака Папи Римського Бенедикта XVI.